# Bitka pri Cooch's Bridge
Bitka pri Cooch's Bridge ali Coochovem mostu, znana tudi kot bitka pri Iron Hill, je potekala 3. septembra 1777 med kontinentalno vojsko in ameriško milico ter predvsem nemškimi vojaki, ki so služili skupaj z britansko vojsko med ameriško revolucionarno vojno. To je bila edina pomembna vojaška akcija med vojno na ozemlju Delawara (čeprav so bili tudi pomorski spopadi ob obali države) in zgodila se je približno teden dni pred glavno bitko pri Brandywinu. Nekatere tradicije trdijo, da je bila to prva bitka, v kateri je bila vidna ameriška zastava.
Po izkrcanju v Marylandu 25. avgusta kot del kampanje za zavzetje Filadelfije, sedeža kontinentalnega kongresa, so se britanske in nemške sile pod splošnim poveljstvom generala Williama Howa začele premikati proti severu. Njihovo napredovanje je spremljal korpus lahke pehote kontinentalne vojske in milice, ki se je utaboril pri Coochovem mostu, blizu Newarka v Delawareu. 3. septembra so nemške čete, ki so vodile britansko napredovanje, naletele na streljanje iz mušket s strani ameriške lahke pehote v gozdu na obeh straneh ceste, ki je vodila proti Coochovem mostu. Poklicali so okrepitve, premagali Američane in jih pregnali čez most.

## Navedbe
1. 1 2  Harris
2. ↑  Boatner, p. 283
3. ↑  Ward (1941), p. 192
4. ↑  "Today in History", Express (Washington, D.C.), Sep. 3, 2014, p. 25.
5. ↑  The claim that an official U.S. flag was flown at Cooch's Bridge is doubted in the National Register of Historic Places.  See Inventory Nomination Form, page 7. "It has been claimed that the Stars and Stripes were first unfurled in battle here.  The flag had been adopted by Congress, June 14, 1777, and was carried in a parade in Philadelphia in August; however, the militia were still using state or regimental banners. … Since colors are important in a battle, and since only the national flag would be meaningful to all of the regiment, it is possible that it was carried."
6. ↑  Martin, pp. 49–98
7. 1 2  Reed, p. 100